# Preaek Aeng
Preaek Aeng es una comuna (khum) del distrito de Kien Svay, en la provincia de Kandal, Camboya. En marzo de 2008 tenía una población estimada de 15 791 habitantes.
Se encuentra ubicada al sur del país, en la llanura central camboyana, a escasa distancia del río Mekong, de Nom Pen —la capital del país— y de la frontera con Vietnam.